# Кузнецов, Игорь Александрович (врач)
Кузнецов Игорь Александрович (28 января 1959, Иркутск) — один из ведущих специалистов страны в области травматологии и ортопедии.

## Биография
Окончание института — 1981 год, специальность травматология и ортопедия (стаж 30 лет).
Артроскопия — с 1986 года (стаж 25 лет).
Кандидатская диссертация защищена в 1990 г. — «Диагностика и оперативное лечение свежих повреждений капсуло-связочного аппарата коленного сустава».
Докторская диссертация защищена в 1999 г. — «Совершенствование методов лечение повреждений и заболеваний коленного сустава с применением эндоскопической техники».
Научный руководитель отделения эндоскопической хирургии Российского НИИ травматологии и ортопедии имени Р. Р. Вредена (с 1997 г. по 2009 г.)
Заведующий отделением Спортивной травматологии и реабилитации Российского НИИ травматологии и ортопедии имени Р. Р. Вредена (с 2009 г. по 2018 г.)
Профессор кафедры травматологии и ортопедии С-Петербургской медицинской академии последипломного образования (с 2001 года по н.в.).
Вице-президент Российского Артроскопического общества с 2005 года. Действующий член Европейского общества хирургии коленного сустава и артроскопии (ESSKA).
Идейный вдохновитель и главный врач «СпортКлиники» — клиники по лечению и реабилитации суставов после травм и операций в Санкт-Петербурге.

## Обучение, стажировки
1993 год — США Лансинг, Мичиган, Sparrow clinic — артроскопия коленного сустава.
1994 год — США Лансинг, Мичиган, Sparrow clinic — артроскопия коленного и плечевого сустава.
1999 год — Германия, Мюнхен-Штраубинг -аутопластика передней крестообразной связки коленного сустава.
2001 год — Швейцария, Уинтетур-Цюрих — эндопротезирование коленного сустава.
2003 год — Германия, Тутлинген — хирургия коленного и тазобедренного сустава, компьютерное наведение в ортопедических операциях.
2004 год — Франция, Марсель — одномыщелковое эндопротезирование коленного сустава.
2005 год — Франция, Париж — хирургия коленного сустава, эндопротезирование.
2005 год — Чехия, Прага — артроскопия плечевого и коленного сустава.
2007 год — США, Чикаго — расширенный тренинг в учебном центре Американской ассоциации артроскопии по артроскопическим операциям на плечевом суставе, Иллинойский институт костно-суставной хирургии, Университетская клиника Эванстон — ортопедическое отделение.
2008 год — Португалия, Порто — учебные курсы ESSKA.
2008 год — Франция, Париж — новая технология двухканальной техники реконструкции передней крестообразной связки (DePuy-Mitek).
2009 год — Япония, Осака — семинары и конгресс Международного общества Артроскопии и хирургии коленного сустава (ISAKOS).
2010 год — США, Новый Орлеан — семинары и обучающие курсы Американской Ортопедической Ассоциации (AAOS).
2011 год — Бразилия, Рио-де-Жанейро — семинары и конгресс Международного общества Артроскопии и хирургии коленного сустава (ISAKOS).
2013 год — Германия, Мюнхен — курс по современной артроскопической хирургии плечевого и коленного сустава в ArthroLab.
2019 год — Франция, Анси — 8-й международный курс по хирургии плечевого сустава Annecy Live Surgery 2019.
Автор более 120 научных публикаций, 8 изобретений.